# Termoterapia
La terapia de calor, también llamada termoterapia, es el uso de calor como terapia médica, por ejemplo, para aliviar el dolor y mejorar la salud. Puede tomar la forma de un paño caliente, una bolsa de agua caliente, ultrasonido, almohadilla térmica, paquetes químicos de calor, baños de hidromasaje, envolturas de terapia de calor infrarrojo y otros. Puede ser beneficioso para las personas con artritis y rigidez muscular así como casos de lesiones en el tejido profundo de la piel. El calor puede ser parte de un tratamiento de autocuidado eficaz para afecciones como la artritis reumatoide.
La terapia de calor se usa comúnmente con fines de rehabilitación. Los efectos terapéuticos del calor incluyen el aumento de la extensibilidad de los tejidos de colágeno, disminución de la rigidez articular, reducción del dolor, alivio los espasmos musculares, reducción de inflamación, el edema y el aumento del flujo sanguíneo. El aumento del flujo sanguíneo al área afectada proporciona proteínas, nutrientes y oxígeno para una mejor curación.

## Usos terapéuticos
El calor aumenta la temperatura en los tejidos, lo que produce vasodilatación lo cual a su vez aumenta el suministro de oxígeno y nutrientes y la eliminación de dióxido de carbono y desechos metabólicos.
La termoterapia aumenta la extensibilidad de los tejidos de colágeno. Usando calor, puede aliviar la rigidez en las articulaciones en diferentes casos. La aplicación de calor de onda corta y microondas puede reducir los espasmos musculares, y el calentamiento selectivo con microondas puede acelerar la absorción de hematomas. Esto, a su vez, permitirá que el músculo rígido se estire. Los ultrasonidos no se absorben significativamente en el músculo homogéneo. También se ha utilizado termoterapia con hipertermia para tratar el cáncer en combinación con radiación ionizante.
Un estudio de 2005 mostró que la terapia de calor es eficaz en el tratamiento de la leishmaniasis, una infección cutánea parasitaria tropical.
La terapia de calor es útil para tratar los espasmos musculares, mialgia, fibromialgia, contracturas, bursitis.
Se puede usar calor húmedo en los abscesos para ayudar a drenar el absceso más rápido.
La terapia de calor también se usa a veces como coadyudante en el tratamiento del cáncer para aumentar el efecto de la quimioterapia o la radioterapia, pero es importante reiterar que no es suficiente para destruir las células cancerosas por sí sola.
El uso de la terapia de calor para tejidos profundos se puede realizar con radiación de onda corta, microondas y ultrasónicas. Esto produce un aumento de temperatura que penetra más profundamente en los tejidos. La onda corta produce una corriente de 27 MHz, las microondas utilizan 915 y 2456 MHz y el ultrasonido es una vibración acústica de 1 MHz. La forma en que funcionan las ondas ultrasónicas es que superponen selectivamente la onda entrante y aumentan la energía de absorción, y la parte significativa de la compresión longitudinal se convierte en ondas de corte. Cuando se absorben rápidamente, la interfaz entre el tejido blando y el hueso se calienta selectivamente.

## Contraindicaciones
La termoterapia está contraindicada en casos de lesiónes aguda y trastornos hemorrágicos (debido a la vasodilatación), tejidos con una falta grave de sensibilidad, cicatrices y en tejidos con un suministro vascular inadecuado (debido al aumento de la tasa metabólica y la demanda que en un tejido con suministro de sangre limitado puede fallar y provocar isquemia).

## Formas de aplicación

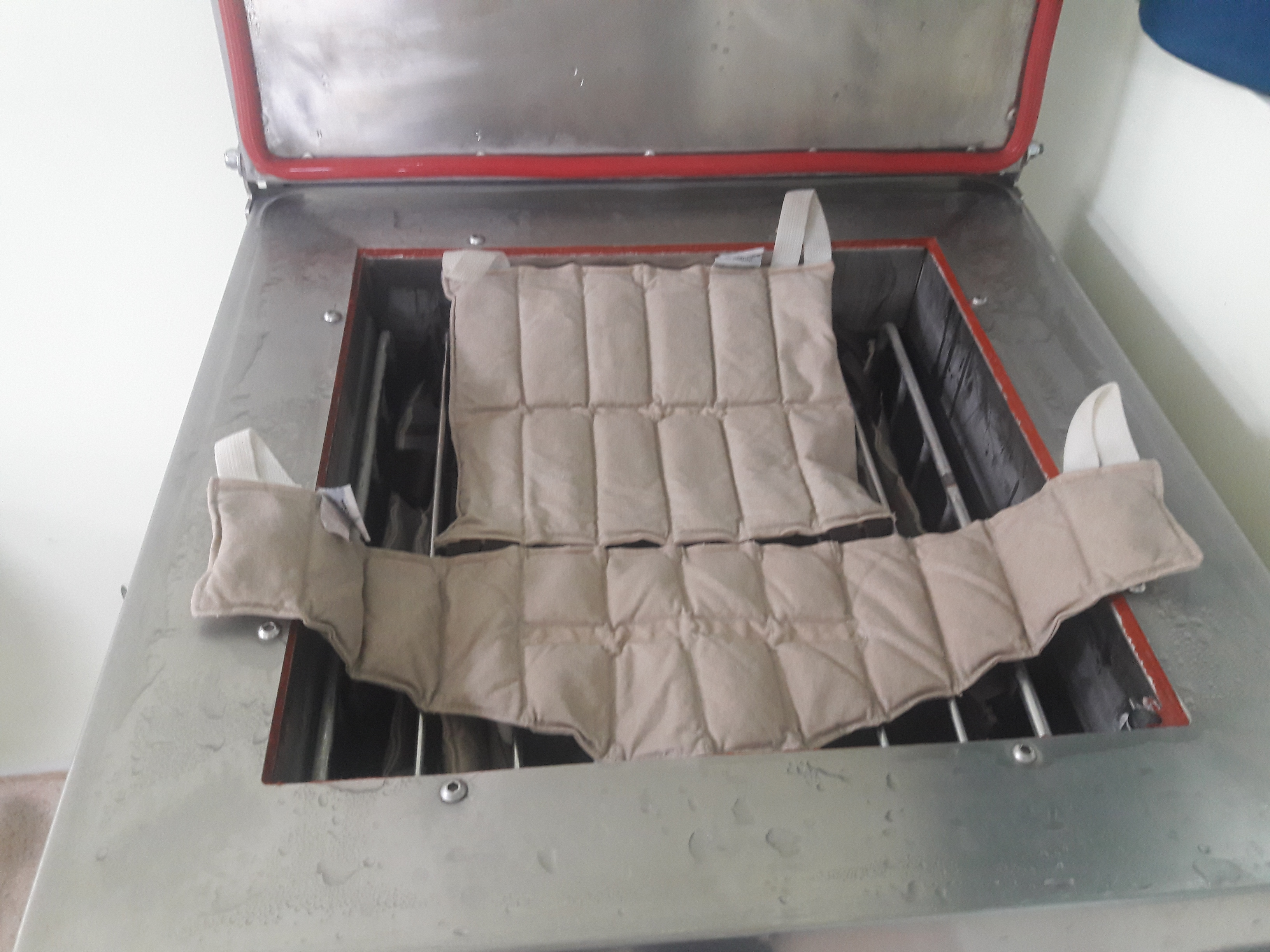
Compresas químicas calientes usadas para aplicar termoterapia local.

La terapia de calor se puede aplicar con diferentes métodos, entre otros:
- Paños húmedos calientes
- Bolsa de agua caliente,
- Ultrasonido
- Radiación infrarroja
- Almohadilla térmica
- Paquetes químicos de calor
- Baños de hidromasaje